# Kètes
Cet article concerne le peuple kète. Pour la langue kète, voir Kete (langue de Sibérie).
Les Kètes sont un peuple de Sibérie Centrale, qui fait partie des peuples ienisseïens. Ils font partie du groupe appelé Ostiaks.

## Mode de vie
Avant la russification du XVIIe siècle, les Kètes avaient dans la Taïga un mode de vie de chasseurs-cueilleurs nomades : chasse avec des arcs de bois, à l'aide de chiens, pêche en pirogue. En outre, ils élèvent des rennes (utilisés également pour le transport). La société kète est patriarcale, les femmes y tenant un rôle secondaire. Comme les autres peuples de Sibérie, les Kètes étaient chamanistes, avaient un animal totemique pour chaque groupe, et une conception magique du monde avec de nombreux esprits, dont ceux des ancêtres, du ciel, des eaux et de la terre. De nombreuses croyances païennes sont demeurées, malgré la christianisation.

## Génétique
Les études génétiques montrent que les Kètes et les Selkoupes appartiennt à un groupe de populations proche génétiquement des paléo-esquimaux. Ils sont issus d'un mélange génétique formé de l'ascendance appelée « Ascendance Nord Eurasienne » (AN) et d'une ascendance est-asiatique. Plus de 90 % des individus analysés sont de l'haplogroupe du chromosome Y Q1a. L'haplogroupe mitochondrial le plus répandu (environ 30 %) est U4.